# Kalettomanlampi
Kalettomanlampi är en sjö i Finland. Den ligger i kommunen Puolango i landskapet Kajanaland, i den centrala delen av landet, 500 km norr om huvudstaden Helsingfors. Kalettomanlampi ligger 145,4 meter över havet. I omgivningarna runt Kalettomanlampi växer i huvudsak barrskog. Den är 5,1 meter djup. Arean är 83,5 hektar och strandlinjen är 3,53 kilometer lång. Sjön  ingår i Kiminge älvs huvudavrinningsområde. 
I övrigt finns följande vid Kalettomanlampi:
- Housujärvi (en sjö)